# Apanteles drupes
Apanteles drupes är en stekelart som beskrevs av Nixon 1965. Apanteles drupes ingår i släktet Apanteles och familjen bracksteklar. Inga underarter finns listade i Catalogue of Life.